# Rangaeris trilobata
Espèce
Synonymes
- Solenangis trilobata (Summerh.) R.Rice[1]

Rangaeris trilobata est une espèce de plantes à fleurs de la famille des Orchidaceae (les orchidées) et du genre Rangaeris, présente au Nigeria, à Sao Tomé-et-Principe et au Gabon.